# Perfect Man
Perfect Man treći je studijski album njemačkog heavy metal sastava Rage. Album je 6. lipnja 1988. objavila diskografska kuća Noise Records.

## Popis pjesama
| 1. | »Wasteland«             | 3:26 |
| 2. | »In the Darkest Hour«   | 3:17 |
| 3. | »Animal Instinct«       | 3:48 |
| 4. | »Perfect Man«           | 3:35 |
| 5. | »Sinister Thinking«     | 3:18 |
| 6. | »Supersonic Hydromatic« | 3:34 |

| Strana B | Strana B                 | Strana B | Strana B | Strana B | Strana B | Strana B | Strana B | Strana B | Strana B |
| Br.      | Skladba                  | Trajanje |          |          |          |          |          |          |          |
| -------- | ------------------------ | -------- | -------- | -------- | -------- | -------- | -------- | -------- | -------- |
| 7.       | »Don't Fear the Winter«  | 3:27     |          |          |          |          |          |          |          |
| 8.       | »Death in the Afternoon« | 3:56     |          |          |          |          |          |          |          |
| 9.       | »A Pilgrim's Path«       | 4:27     |          |          |          |          |          |          |          |
| 10.      | »Time and Place«         | 4:15     |          |          |          |          |          |          |          |
| 11.      | »Round Trip«             | 3:25     |          |          |          |          |          |          |          |
| 12.      | »Between the Lines«      | 3:18     |          |          |          |          |          |          |          |
| 43:46    |                          |          |          |          |          |          |          |          |          |

## Zasluge
Rage
- Peter "Peavy" Wagner – vokali, bas-gitara
- Manni Schmidt – gitara
- Chris Efthimiadis – bubnjevi

Ostalo osoblje
- Will Reid-Dick - vokali
- Eric - vokali
- Thommy - vokali
- Will Reid-Dick - inženjer zvuka, miks
- Joachim Luetke - naslovnica albuma
- Martin Becker - fotografije
- Armin Sabol - produkcija